# Allée du Point du Jour
L'allée du Point du Jour est située à côté du hameau de Labrame, à Vergt-de-Biron, dans le département français de la Dordogne.

## Description
C'est une allée couverte du type allée d'Aquitaine. Elle s'étire sur 6,20 m de long pour une largeur comprise entre 1,20 m  au nord et 0,80 m au sud. La paroi latérale ouest s'est affaissée sous le poids de la colossale table de couverture initialement supportée par six orthostates.

## Vestiges funéraires
L. Detrain y a entrepris une fouille de sauvetage en 1986. Des restes d'ossements humains et du mobilier funéraire (armatures tranchantes en silex, fragment de perle en roche verte, une moitié de canine perforée) y ont alors été mis au jour.